# Arquitectura perdida
Como 'Arquitectura perdida', se conocen aquellas obras arquitectónicas que han desaparecido, bien por sucesos externos, bien por su demolición total, bien por un derribo parcial, bien por abandono, bien por una reforma global que desvirtúe su carácter primitivo. No pueden considerarse como tales aquellas reformas que contribuyan al mantenimiento y conservación del edificio aunque estas impliquen un cambio de uso, caso de algunos Museos y Paradores Nacionales

## Suceso externo
- Como suceso externo podemos considerar aquellas causas de carácter fortuito o voluntario, naturales o artificiales que han provocado la destrucción de una arquitectura, de una forma imprevisible, entre ellas podemos mencionar:
  - Terremotos
  - Guerras
  - Terrorismo
  - Incendio

## Demolición
- Es la forma en que han terminado muchas obras maestras de la Arquitectura. Las causas son varias: especulación del suelo, falta de sensibilidad en los gobernantes, falta de imaginación para dar una función nueva a un edificio cuyo uso ha quedado obsoleto... como ejemplo el Mercado de Olavide, de Francisco Javier Ferrero.[1]

## Derribo parcial
- En ocasiones es suficiente con el derribo parcial de una de sus partes para que el sentido de la obra que por completo desvirtuado... como ejemplo la Gasolinera Gesa, de Casto Fernández-Shaw
- El derribo de la torre en 1977 dejó la imagen arquitectónica de la obra desvirtuada por completo. El mantenimiento de su uso la convierte en uno de los ejemplos más lamentables de "renovación urbana".[2]

## Abandono
- Los edificios son organismos vivos, aunque estén fabricados con materias inertes, y es el uso que le demos las personas lo que le proporciona la vida. Por tanto necesitan un mantenimiento para poder seguir desarrollando sus funciones. Cuando los responsables de ello, privados o públicos, dejan de ejercer esta labor el edificio comenzará a deteriorarse, a mostrar alguna patología, hasta terminar por colapsarse, con o sin ayuda.
- En ocasiones la intervención de organizaciones públicas o privadas consiguen que se invierta este progresivo deterioro mediante la restauración del edificio, un ejemplo notorio es el del Pabellón nacional de Alemania de Mies van der Rohe diseñado para la Exposición internacional de Barcelona de 1929, que pasó de la ruina casi absoluta al esplendor con el que se lo puede contemplar a comienzos del siglo XX, a partir de la restauración de 1983.

## Reforma Global Menguante
- No siempre las reformas que se hacen en un edificio son para su bien, desde el punto de vista arquitectónico, no en el constructivo, que se le supone. En ocasiones las reformas son tan profundas, y en ocasiones tan disparatadas, que cambian por completo la idea arquitectónica de quien lo diseñó. Es evidente que ante el cambio de uso de un edificio, éste se debe adaptar a un nuevo programa funcional y a los requisitos urbanísticos y legales del momento, pero esto no debe ser óbice para menospreciar la labor creativa de quienes lo diseñaron.
- Un ejemplo de ello es cómo se ha tratado en Rusia la obra del arquitecto Moisei Ginzburg, entre otras, en su Sanatorio Antituberculoso en Crimea, añadiendo a un patio de una exquisita arquitectura racionalista un porche sostenido por columnas de estilo seudojónico.